# Burbáguena (kommunhuvudort)
Burbáguena är en kommunhuvudort i Spanien.   Den ligger i provinsen Provincia de Teruel och regionen Aragonien, i den nordöstra delen av landet, 210 km öster om huvudstaden Madrid. Burbáguena ligger 823 meter över havet och antalet invånare är 334.
Terrängen runt Burbáguena är kuperad söderut, men norrut är den platt. Burbáguena ligger nere i en dal. Runt Burbáguena är det glesbefolkat, med 11 invånare per kvadratkilometer. Närmaste större samhälle är Calamocha, 11,5 km söder om Burbáguena. Omgivningarna runt Burbáguena är i huvudsak ett öppet busklandskap.